# Стефан (апостол)
Стефан Першомученик (грец. Πρωτομάρτυρας Στέφανος) — апостол з сімдесяти, мученик. Ім'я в перекладі з грецької — корона. Християнський святий, один з перших християн. Диякон Єрусалимської християнської громади. Згідно з Біблією (Дії Апостолів) творив чудеса, переконливо проповідував про Христа. З 560 року його прах перепохований у римській церкві Сан Лоренцо фуорі ле Мура.

## Мучеництво

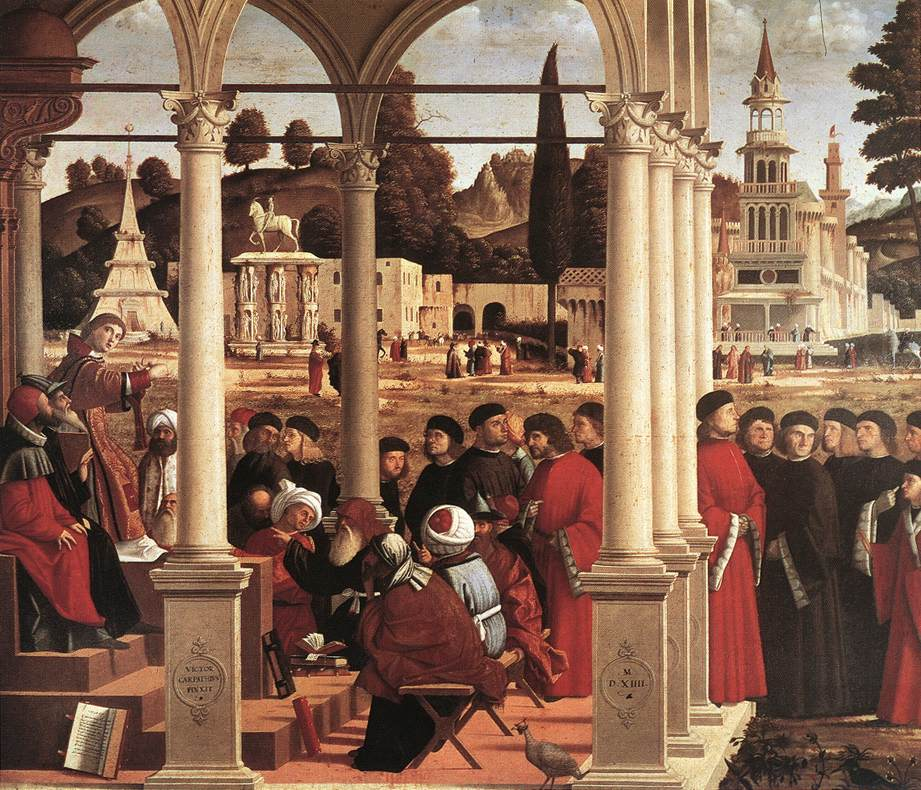
Вітторе Карпаччо. «Диспут святого Стефана у Синедріоні», бл. 1514. Пінакотека Брера, Мілан

Відповідно до розділу 6 Діянь апостолів Стефан був одним з семи перших дияконів Церкви. Після суперечки з членами синагоги, його схопили за богохульство проти Бога і Мойсея (Дії 6:11) і діяльності супроти Храму і Закону. Стефана судив синедріон. У своїй промові на суді (Дії 7) він звинуватив їх у переслідуваннях пророків, які говорили про гріхи нації, зраду та вбивство Ісуса Христа : 
 Тоді всі, що засідали в синедріоні накинулися на Стефана, вивели його за місто і каменували. Перед смертю він на небі «побачив славу Божу й Ісуса, який стояв по правиці Бога», а також пробачив своїм убивцям. Під час страти був присутній Савло (в майбутньому апостол Павло), який вартував одяг вбивць.

## Передання та християнська традиція
Ім'я Стефана походить від грецького Стефанос, що означає «корона». Традиційно, Стефан зображається з мученицьким вінцем на голові.
У східно-християнської іконографії він зображений у вигляді молодого, безбородого чоловіка з постригом, одягненим в одяг диякона. Рембрандт зобразив його муки у роботі «Побиття камінням святого Стефана».
Життя святого Стефана описано в популярному середньовічному творі «Золота легенда», збірці християнських легенд і цікавих фактів з життя святих авторства домініканця і єпископа Ґенуї Якова Ворагінського. Зокрема, з цього твору можна дізнатися про ще один варіант значення імені святого — на івриті воно означає «зразок», «модель», «шаблон», оскільки його мучеництво є зразком для наслідування для решти християн.

### Віднайдення могили
Віднайдення могили Святого Стефана у 415 році описується в християнській літературі як «чудесне». Revelatio Sancti Stephani («Віднайдення мощей святого Стефана») є листом, написаним від першої особи священиком Луціаном з Кфарґамли на адресу Східної і Західної Церков, пізніше перекладеним на латинь і з вступним словом від Авітуса з Браґи. Луціан оголошує про віднайдення могили святого Стефана разом з похованнями Никодима і Рабі Ґамаліеля, члена синедріону і дядька Никодима.
Луціан пише, що місце поховання було йому вказав уві сні Ґамаліелем, який і поховав Стефана на власній земельній ділянці неподалік Єрусалиму, у Кафар-Гамалі («село Гамаліеля»). Ґамаліель з"являлвся уві сні Луціану ще декілька разів, оскільки Луціан хотів бути впевненим у тому, що послання йде від Бога. Згідно з розповіддю Луціана, у момент відкриття могили повітря наповнилося пахощами, немов в раю, і в окрузі зцілилися від хвороб і одержимості 73 людини. Залишки тіла (мощі) було перенесено до Сіонської церкви в Єрусалимі, проте частину мощей і декілька кісток Луціан передав Авітусу з Браґи, який перебував тоді в Палестині і відправив їх, разом з латинським перекладом листа Луціана, єпископу Браґи Балхонію. Віз реліквії Павло Орозій, який повертався на захід після Собору 415 року, на якому розглядалися звинувачення проти Пелагія і де він виступав з листом від святого Августина з засудженням пелагіанства. З 560 року його прах перепохований у римській церкві Сан Лоренцо фуорі ле Мура.

## Патрон
- Португалія:
  - парафії: Гетін, Молдеш